# Bucht von Dili
Die Bucht von Dili liegt an der Nordküste der Insel Timor, die zu den Kleinen Sundainseln gehört.

## Geographie
An der Bucht liegt Dili, die Landeshauptstadt Osttimors. Ihr Zentrum mit dem Regierungsviertel liegt an einer weiteren kleineren Einbuchtung am Südufer. Westlich davon liegt der alte Hafen von Dili mit dem Leuchtturm von Motael. Am Westende der Bucht von Dili mündet der Rio Comoro ins Meer, im Süden der Mota Claran.
Die Ostspitze bildet das Kap Fatu Cama, auf dem die Jesusstatue Cristo Rei steht. Die Halbinsel erinnert in ihrer Form an ein Krokodil, dem Nationaltier Osttimors. Etwas südlich davon liegen die Strände Praia de Cristo Rei und Areia Branca.

## Geschichte
Als die Portugiesen die Bucht erreichten, gründeten sie hier 1520 einen kleinen Posten. Das Gebiet gehörte zum Reich von Motael und wurde den Portugiesen vom hiesigen Herrscher (Liurai) überlassen, als sie am 11. August 1769 die Hauptstadt ihrer Kolonie Portugiesisch-Timor hierher verlegten.

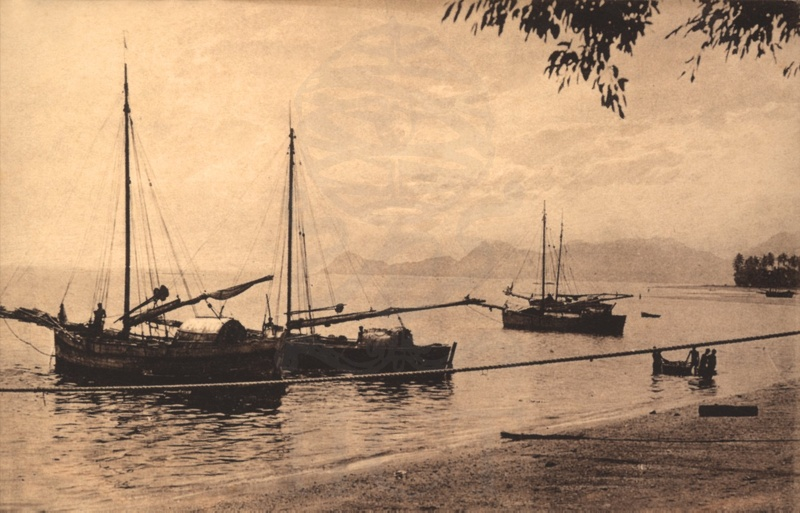
Segelboote um 1920 vor der Halbinsel Fatu Cama
Die Bucht von Dili mit dem Dampfer Dilly im Vordergrund (1898)
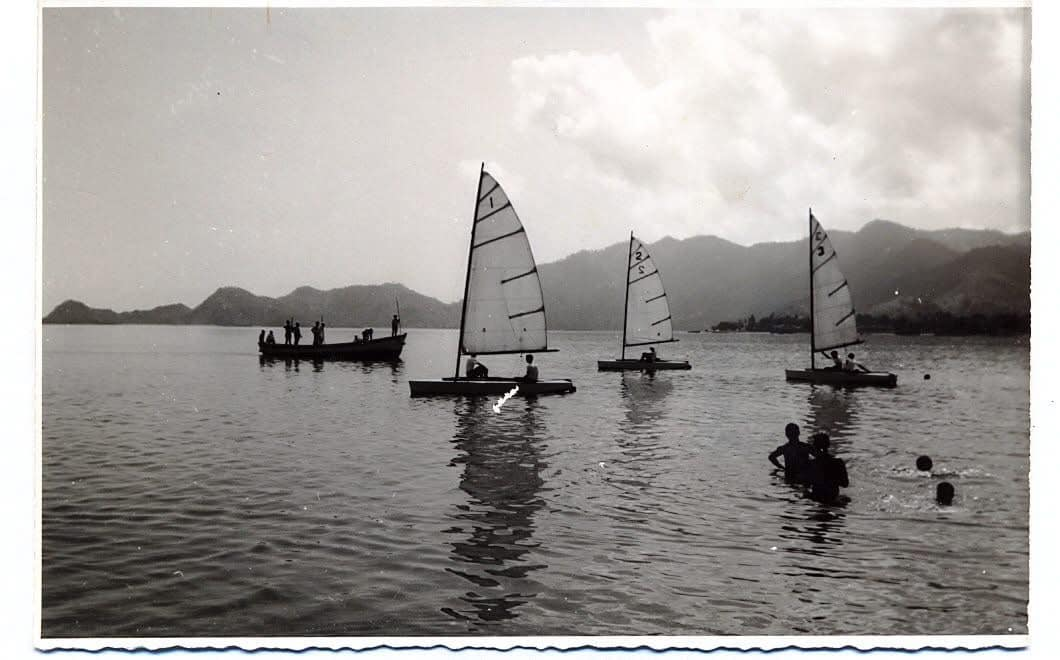
Kap Fatu Cama im Hintergrund (1969)